# Акмянское районное самоуправление
Акмянское районное самоуправление (лит. Akmenės rajono savivaldybė, до 1995 — Акмя́нский райо́н) — муниципальное образование в Шяуляйском уезде на северо-западе Литвы.

## Положение и общая характеристика
Граничит с Латвией на севере, с Йонишкским районом на востоке, Шяуляйским районом на юго-востоке, Тельшяйским районом на юго-западе, Мажейкяйским районом на западе. Административный центр — город Науйойи-Акмяне (лит. Naujoji Akmenė). Площадь 845 км². Леса занимают 31,6 % территории, торфяники — 6,5 %. По территории района протекает река Вента. Известен производством цемента.

## История
Благодаря залежам известняка и глины в 1947 году началось строительство крупного комплекса производства цемента. Рядом с комплексом возник новый посёлок Науйойи Акмяне (город с 1965 года). Район образован 20 июня 1950 года из части Куршенского и Мажейкяйского уездов. Центр был в Акмяне. 7 декабря 1959 года к Акмянскому району была присоединена часть территории упразднённого Жагарского района. В 1962 году административный центр района перенесён в посёлок Науйойи Акмяне. В том же году район был присоединён к Мажейкяйскому району. Заново Акмянский район образован в 1965 году. В ходе реформы самоуправления в Литве в 1995 году из территории района образовано новое самоуправление (лит. savivaldybė). В 1999 году Векщняйское староство (лит. Viekšnių seniūnija) было присоединено к самоуправлению Мажейкяйского района.

## Население
| 1959    | 1970    | 1979    | 1989    | 1996    | 1997    | 1998    | 1999    | 2000    | 2001    | 2002    | 2003    |
| ------- | ------- | ------- | ------- | ------- | ------- | ------- | ------- | ------- | ------- | ------- | ------- |
| 33 915  | ↗38 008 | ↗40 344 | ↘37 600 | ↘31 806 | ↘31 579 | ↘31 333 | ↘30 988 | ↘30 655 | ↘30 266 | ↘29 933 | ↘29 500 |
| 2004    | 2005    | 2006    | 2007    | 2008    | 2009    | 2010    | 2011    | 2012    | 2013    | 2014    | 2015    |
| ↘28 951 | ↘28 239 | ↘27 328 | ↘26 665 | ↘25 967 | ↘25 310 | ↘24 501 | ↘23 460 | ↘22 796 | ↘22 210 | ↘21 677 | ↘21 332 |
| 2016    | 2017    | 2018    | 2019    | 2020    | 2021    | 2022    | 2023    |         |         |         |         |
| ↘20 824 | ↘20 210 | ↘19 606 | ↘19 124 | ↘18 772 | ↗19 585 | ↘19 259 | ↗19 286 |         |         |         |         |

Численность населения (2001):
- Науйойи-Акмяне — 12 345
- Вянта — 3 412
- Акмяне — 3 140
- Папиле — 1 449
- Круопяй — 614
- Кивыляй — 551
- Даубишкяй — 493
- Рамучяй — 490
- Саблаускяй — 477
- Алкишкяй — 444

## Административное деление

### Населенные пункты
- 3 города — Акмяне, Науйойи-Акмяне и Вянта;
- 2 местечка — Круопяй и Папиле;
- 165 деревень.

### Староства
Район включает 6 староств:
- Акмянское (лит. Akmenės seniūnija; адм. центр: Акмяне)
- Вянтское (лит. Ventos seniūnija; адм. центр: Вянта)
- Круопяйское (лит. Kruopių seniūnija; адм. центр: Круопяй)
- Науйойи-Акмянское сельское (лит. Naujosios Akmenės kaimiškoji seniūnija; адм. центр: Науйойи-Акмяне)
- Науйойи-Акмянское городское (лит. Naujosios Akmenės miesto seniūnija; адм. центр: Науйойи-Акмяне)
- Папильское (лит. Papilės seniūnija; адм. центр: Папиле)

## Известные люди
В деревне Дабикине Акмянского района родился народный артист СССР Юозас Мильтинис.